# مورسنگ‌چشم کاکل‌نواری
مورسنگ‌چشم کاکل‌نواری (نام علمی: Thamnophilus multistriatus) گونه‌ای از پرندگان خانواده مورچه‌مرغان است و در کلمبیا و ونزوئلا یافت می‌شود. زیستگاه‌های طبیعی آن جنگل‌های خشک نیمه‌گرمسیری یا گرمسیری، جنگل‌های کوهستانی نمناک نیمه‌گرمسیری یا گرمسیری و جنگل‌های پیشین به شدت تخریب شده‌است.